# Semiothisa vasudeva
Semiothisa vasudeva är en fjärilsart som beskrevs av Walker 1861. Semiothisa vasudeva ingår i släktet Semiothisa och familjen mätare. Inga underarter finns listade i Catalogue of Life.